# Alexander Petersson
Alexander Petersson (* 2. července 1980 Riga jako Aleksandrs Pētersons) je islandský házenkář lotyšského původu, hrající na pravé spojce za německý klub Rhein-Neckar Löwen.
S házenou začínal v rodné Rize, v letech 1998–2003 působil v islandském týmu Íþróttafélagið Grótta a roku 2004 získal islandské občanství. S islandskou reprezentací vybojoval stříbrnou medaili na olympijských hrách 2008 a bronzovou na mistrovství Evropy v házené mužů 2010. Kromě toho se zúčastnil mistrovství světa v házené mužů 2011 (6. místo), mistrovství Evropy v házené mužů 2012 (10. místo), olympiády 2012 (5. místo), mistrovství světa v házené mužů 2015 (11. místo) a mistrovství Evropy v házené mužů 2016 (13. místo). S týmem Rhein-Neckar Löwen se stal mistrem Německa v letech 2016 a 2017 a vyhrál Pohár EHF 2013.
V roce 2010 byl zvolen islandským sportovcem roku, na mistrovství světa v házené mužů 2011 byl vybrán do týmu all-stars.

## Vyznamenání
- rytířský kříž Řádu islandského sokola – Island, 27. srpna 2008[1]